# Ptereleotris grammica
Ptereleotris grammica är en fiskart som beskrevs av Randall och Lubbock 1982. Ptereleotris grammica ingår i släktet Ptereleotris och familjen Ptereleotridae. Inga underarter finns listade i Catalogue of Life.